# Gauthier Grumier
Gauthier Grumier (Nevers, 29 de maio de 1984) é um esgrimista francês, medalhista olímpico.

## Carreira

### Rio 2016
Gauthier Grumier representou seu país nos Jogos Olímpicos de Verão de 2016, na espada. Conseguiu a medalha de bronze no Esgrima nos Jogos Olímpicos de Verão de 2016 - Espada individual masculino.
Na competição por equipes conquistou a medalha de ouro ao lado de Daniel Jérent, Yannick Borel e Jean-Michel Lucenay.